# Nasten
Nasten war ein König, dessen Einordnung Schwierigkeiten bereitet, der aber wahrscheinlich in den Jahrhunderten um Christi Geburt in Baktrien regierte. Er ist nur von einer Münze bekannt, die sich im Zweiten Münzhort von Mir Zakah fand. Auf ihr erscheint er mit seiner Büste auf der Vorderseite und auf der Rückseite auf einem Pferd reitend. Die griechische Legende lautet Nasten, Sohn des Xatran. Dem Namen nach zu schließen war er wahrscheinlich ein Iraner. Vielleicht war er ein parthischer Vasallenherrscher, der in Baktrien regierte.